# Vuomajärvi (Korpilombolo socken, Norrbotten)
Vuomajärvi är en sjö i Pajala kommun i Norrbotten och ingår i Kalixälvens huvudavrinningsområde. Sjön har en area på 0,0527 kvadratkilometer och ligger 147 meter över havet.

## Delavrinningsområde
Vuomajärvi ingår i det delavrinningsområde (741797-181523) som SMHI kallar för Namn saknas. Medelhöjden är 167 meter över havet och ytan är 19,26 kvadratkilometer. Räknas de 2 avrinningsområdena uppströms in blir den ackumulerade arean 41,89 kvadratkilometer. Myllyjoki som avvattnar avrinningsområdet har biflödesordning 3, vilket innebär att vattnet flödar genom totalt 3 vattendrag innan det når havet efter 154 kilometer. Avrinningsområdet består mestadels av skog (61 procent) och sankmarker (35 procent). Avrinningsområdet har 0,05 kvadratkilometer vattenytor vilket ger det en sjöprocent på 0,3 procent.